# Draft d'expansion NBA 1995
La draft d'expansion NBA de 1995 est le dixième projet d'expansion de la National Basketball Association (NBA), avant le début de la saison 1995-1996. Elle s'est tenue le 24 juin 1995, pour permettre aux deux nouvelles franchises des Raptors de Toronto et des Grizzlies de Vancouver de sélectionner 13 joueurs non protégés par les autres franchises pour les Grizzlies et 14 joueurs pour les Raptors. Il s’agit des premières équipes de la NBA basées au Canada depuis la saison 1946-1947 des Huskies de Toronto.
Dans cette draft d’expansion, les nouvelles équipes de la NBA sont autorisées à acquérir des joueurs des équipes déjà établies dans la ligue. Tous les joueurs d’une équipe existante ne sont pas disponibles lors d’une draft d’expansion, puisque chaque équipe peut protéger un certain nombre de joueurs pour la sélection. Pour cette occasion, chacune des vingt-sept autres franchises de la NBA avait protégé huit joueurs de leur effectif. La sélection s'est poursuivie jusqu'à ce que les Raptors aient sélectionnés quatorze joueurs et le Magic, treize joueurs, soit un joueur de chaque franchise. Les Grizzlies ont gagné un tirage au sort et ont choisi de recevoir le choix le plus élevé lors de la draft 1995 tandis que les Raptors ont sélectionné un joueur en premier, ainsi que 14 joueurs, dans cette draft d’expansion.
Les Raptors ont été formés et possédés par un groupe dirigé par l’homme d’affaires, John Bitove. Brendan Malone a été embauché comme premier entraîneur principal de la franchise. Les Raptors ont utilisé leur premier choix pour sélectionner le triple champion NBA, B. J. Armstrong, des Bulls de Chicago. Cependant, Armstrong refuse de se présenter à l’entraînement et est échangé aux Warriors de Golden State contre cinq autres joueurs. Les autres sélections des Raptors comprennent le quadruple champion de la NBA, John Salley, et six anciens choix de premier tour, Doug Smith, Willie Anderson, Ed Pinckney, Acie Earl, B. J. Tyler et Oliver Miller. Sept joueurs de la draft d’expansion ont rejoint les Raptors pour leur saison inaugurale, mais seuls Miller, Earl et Žan Tabak ont joué plus d’une saison pour l’équipe. Tabak et Andrés Guibert sont les seuls joueurs internationaux de la draft.
Les Grizzlies ont été formés et possédés par le magnat des sports de Vancouver, Arthur Griffiths. L’ancien entraîneur adjoint des Hawks d'Atlanta, Brian Winters, a été embauché comme premier entraîneur en chef de la franchise. Les Grizzlies ont utilisé leur premier choix pour sélectionner Greg Anthony des Knicks de New York. Les autres sélections des Grizzlies comprennent le triple champion de la NBA, Byron Scott, et trois autres choix de premier tour, Benoit Benjamin, Doug Edwards et Blue Edwards. Huit joueurs de la draft d'expansion se sont joints aux Grizzlies pour leur saison inaugurale, mais seuls Anthony et Edwards ont joué plus d’une saison pour l’équipe.

## Sélections

### Raptors de Toronto
| + | Signale un joueur qui a été sélectionné pour au moins un match annuel NBA All-Star Game |

| Choix | Joueur             | Poste             | Nationalité | Équipe précédente         | Années d'expérience en NBA | Saisons avec la franchise | Réf.   |
| ----- | ------------------ | ----------------- | ----------- | ------------------------- | -------------------------- | ------------------------- | ------ |
| 1     | B.J. Armstrong+    | Meneur            | États-Unis  | Bulls de Chicago          | 6                          | —                         | [ 3 ]  |
| 3     | Tony Massenburg    | Ailier            | États-Unis  | Clippers de Los Angeles   | 3                          | 1995-1996                 | [ 4 ]  |
| 5     | Andrés Guibert     | Ailier fort       | Cuba        | Timberwolves du Minnesota | 2                          | —                         | [ 5 ]  |
| 7     | Keith Jennings     | Meneur            | États-Unis  | Warriors de Golden State  | 3                          | —                         | [ 6 ]  |
| 9     | Dontonio Wingfield | Arrière           | États-Unis  | SuperSonics de Seattle    | 1                          | —                         | [ 7 ]  |
| 11    | Doug Smith         | Ailier            | États-Unis  | Mavericks de Dallas       | 4                          | —                         | [ 8 ]  |
| 13    | Jerome Kersey      | Ailier            | États-Unis  | Trail Blazers de Portland | 11                         | —                         | [ 9 ]  |
| 15    | Žan Tabak          | Pivot             | Croatie     | Rockets de Houston        | 1                          | 1995-1998                 | [ 10 ] |
| 17    | Willie Anderson    | Arrière           | États-Unis  | Spurs de San Antonio      | 7                          | 1995-1996                 | [ 11 ] |
| 19    | Ed Pinckney        | Ailier            | États-Unis  | Bucks de Milwaukee        | 10                         | 1995-1996                 | [ 12 ] |
| 21    | Acie Earl          | Ailier fort       | États-Unis  | Celtics de Boston         | 2                          | 1995-1997                 | [ 13 ] |
| 23    | B.J. Tyler         | Meneur            | États-Unis  | 76ers de Philadelphie     | 1                          | —                         | [ 14 ] |
| 25    | John Salley        | Ailier fort Pivot | États-Unis  | Heat de Miami             | 9                          | 1995-1996                 | [ 15 ] |
| 27    | Oliver Miller      | Ailier fort       | États-Unis  | Pistons de Détroit        | 3                          | 1995-1996 1997-1998       | [ 16 ] |

### Grizzlies de Vancouver
| Choix | Joueur          | Poste             | Nationalité | Équipe précédente      | Années d'expérience en NBA | Saisons avec la franchise | Réf.   |
| ----- | --------------- | ----------------- | ----------- | ---------------------- | -------------------------- | ------------------------- | ------ |
| 2     | Greg Anthony    | Meneur            | États-Unis  | Knicks de New York     | 4                          | 1995-1997                 | [ 17 ] |
| 4     | Rodney Dent     | Pivot             | États-Unis  | Magic d'Orlando        | 0                          | —                         | [ 18 ] |
| 6     | Antonio Harvey  | Ailier fort       | États-Unis  | Lakers de Los Angeles  | 2                          | 1995                      | [ 19 ] |
| 8     | Reggie Slater   | Ailier fort Pivot | États-Unis  | Nuggets de Denver      | 1                          | —                         | [ 20 ] |
| 10    | Trevor Ruffin   | Meneur            | États-Unis  | Suns de Phoenix        | 1                          | —                         | [ 21 ] |
| 12    | Derrick Phelps  | Meneur            | États-Unis  | Kings de Sacramento    | 1                          | —                         | [ 22 ] |
| 14    | Larry Stewart   | Ailier fort       | États-Unis  | Wizards de Washington  | 4                          | —                         | [ 23 ] |
| 16    | Kenny Gattison  | Ailier fort       | États-Unis  | Hornets de Charlotte   | 8                          | 1995-1996                 | [ 24 ] |
| 18    | Byron Scott     | Arrière           | États-Unis  | Pacers de l'Indiana    | 12                         | 1995-1996                 | [ 25 ] |
| 20    | Gerald Wilkins  | Ailier            | États-Unis  | Cavaliers de Cleveland | 9                          | 1995-1996                 | [ 26 ] |
| 22    | Benoit Benjamin | Pivot             | États-Unis  | Nets du New Jersey     | 10                         | 1995                      | [ 27 ] |
| 24    | Doug Edwards    | Ailier            | États-Unis  | Hawks d'Atlanta        | 2                          | 1995-1996                 | [ 28 ] |
| 26    | Blue Edwards    | Arrière           | États-Unis  | Jazz de l'Utah         | 6                          | 1995-1998                 | [ 29 ] |

## Note
- (en) Cet article est partiellement ou en totalité issu de l’article de Wikipédia en anglais intitulé « 1995 NBA Expansion Draft » (voir la liste des auteurs).